# Stenoserica falsa
Stenoserica falsa är en skalbaggsart som beskrevs av Brenske 1901. Stenoserica falsa ingår i släktet Stenoserica och familjen Melolonthidae. Inga underarter finns listade i Catalogue of Life.